# حلبة (نبات)
الحُلْبَة التبنية اليونانية  أو البسبسة أو الحلبة الرومية أو اختصارًا الحُلْبَة(باللاتينية: Trigonella foenum-graecum) (بالإنجليزية: Fenugreek)‏ نوع نباتي حولي من جنس الحلبة يتبع الفصيلة البقولية. تزرع الحلبة في جميع أنحاء العالم، وتعتبر بذورها من المكونات الشائعة في أطباق شبه القارة الهندية في جنوب آسيا.

## الوصف النباتي
الحلبة عشب حولي يتراوح ارتفاعه ما بين 20-60 سم. لها ساق جوفاء وتتشعب منه فروع صغيرة يحمل كل منها في نهايتها ثلاث أوراق مسننة طويلة، ومن قاعدة ساق الأوراق تظهر الأزهار الصفراء الصغيرة التي تتحوّل إلى ثمار على شكل قرون معقوفة طول كل قرن حوالي 10 سم وتحتوي على بذور تشبه إلى حد ما في شكلها الكلية وهي ذات لون أصفر مائل إلى الخضار. يوجد نوعان من الحلبة وهي الحلبة البلدية العادية ذات اللون المصفر والحلبة الحمراء والمعروفة بحلبة الخيل وهما يختلفان اختلافاً كثيراً. والحلبة المعنية هنا هي الحلبة العادية الصفراء. الجزء المستعمل طبيا من نبات الحلبة هو البذور والبذور المنبتة.

## الانتشار
استخدم نبات الحلبة منذ عهد الفراعنة في مصر القديمة، وكانت تنتشر كنبات واطن في المنطقة الواقعة بين العراق وباكستان مرورا بإيران وأفغانستان. أدخل النبات إلى مناطق عديدة في آسيا وأفريقيا وأوروبا. حتى وصلت أغلب الدول الأفريقية والآسيوية ومن الأمثلة على هذه الدول التي تعدّ كبلدان رئيسية منتجة للحلبة هي أفغانستان، باكستان، الهند، إيران، نيبال، بنغلاديش، الأرجنتين، مصر، فرنسا، إسبانيا، تركيا، والمغرب.
تعدّ الهند أكبر منتج للحلبة، حيث تنتج بشكل رئيسي في ولايات راجستان، غوجارات، اوتاراخند، أتر برديش، مدهيا برديش، ماهاراشترا، هاريانا والبنجاب. حيث تنتج راجستان أكثر من 80% من إجمالي إنتاج الهند من الحلبة.

## الاستعمال الطبي
الحلبة مقوية للمعدة وللأعصاب تفيد النزلات الصدرية كالسعال وضيق التنفس والربو. أما زيتها فيستعمل بشكل خلاصة طبية لنمو الثديين وتقوية غددهما. حبها يحوي نحو 30% من المواد الزلالية و 7% من المواد الزيتية ما يجعلها تفيد الدر عند المرضع. ورقها وحبها يحويان أيضاً على نسب متفاوتة كل من فيتامينات أ وب وث ود، ومادتين قلويتين الكولين والحلبين. أشهر أنواعها الحلبة الرومية والزرقاء والقرنية.

## الآثار الجانبية
قد يؤدي استخدام الحلبة إلى آثار ضارة خطيرة، حيث قد تكون غير آمنة للنساء المصابات بسرطانات حساسة للهرمونات. الحلبة ليست آمنة للاستخدام أثناء الحمل ، لأنها لها آثار إجهاض محتملة وقد تسبب تقلصات الرحم قبل الأوان.
يعاني بعض الأشخاص من حساسية تجاه الحلبة، بما في ذلك الأشخاص المصابون بحساسية الفول السوداني أو حساسية الحمص. يمكن أن تسبب بذور الحلبة الإسهال وعسر الهضم وانتفاخ البطن والعرق ورائحة تشبه رائحة القيقب للعرق أو البول أو حليب الثدي. هناك خطر الإصابة بنقص السكر في الدم خاصة لدى مرضى السكري ، وقد يتداخل مع نشاط الأدوية المضادة لمرض السكري. المحتويات العالية من المركبات الشبيهة بالكومارين في الحلبة قد تتداخل مع نشاط وجرعات مضادات التخثر والأدوية المضادة للصفيحات.
كانت براعم الحلبة المزروعة من دفعة واحدة محددة من البذور المستوردة من مصر إلى ألمانيا في عام 2009 مصدرًا لتفشي الإشريكية القولونية في ألمانيا وفرنسا عام 2011.

## معرِض الصور

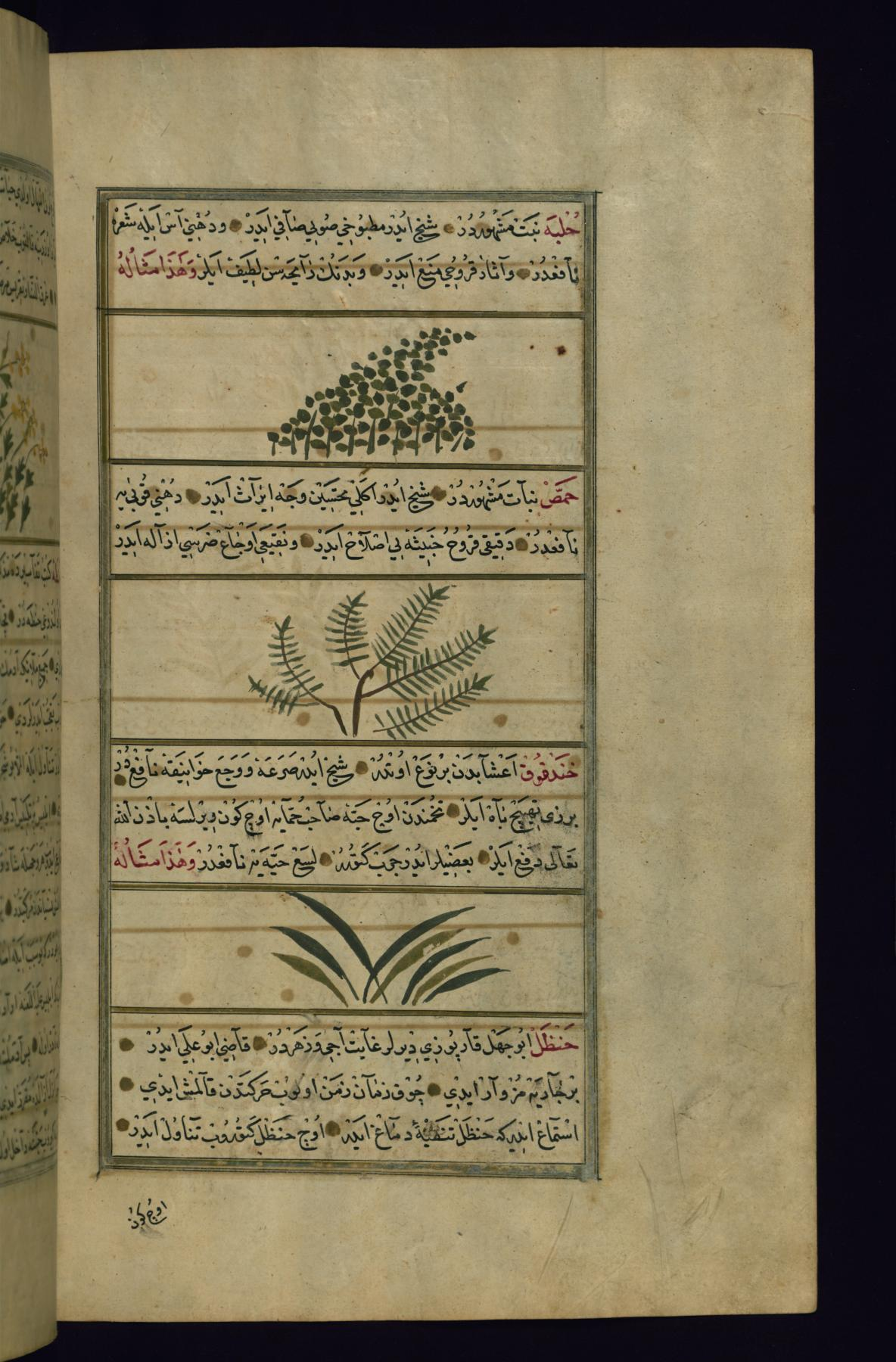
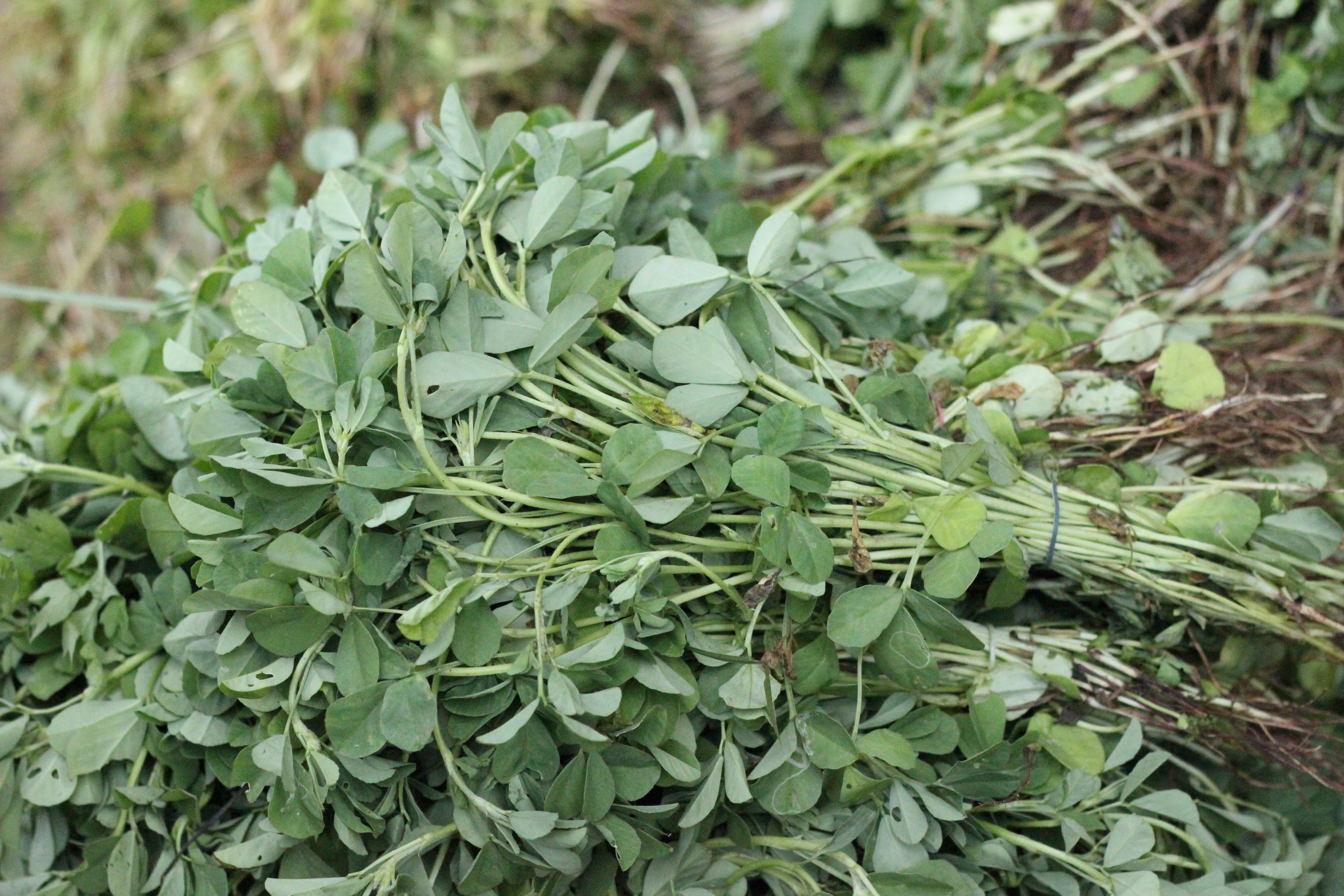
باقة أو طاقة من نبات الحلبة.
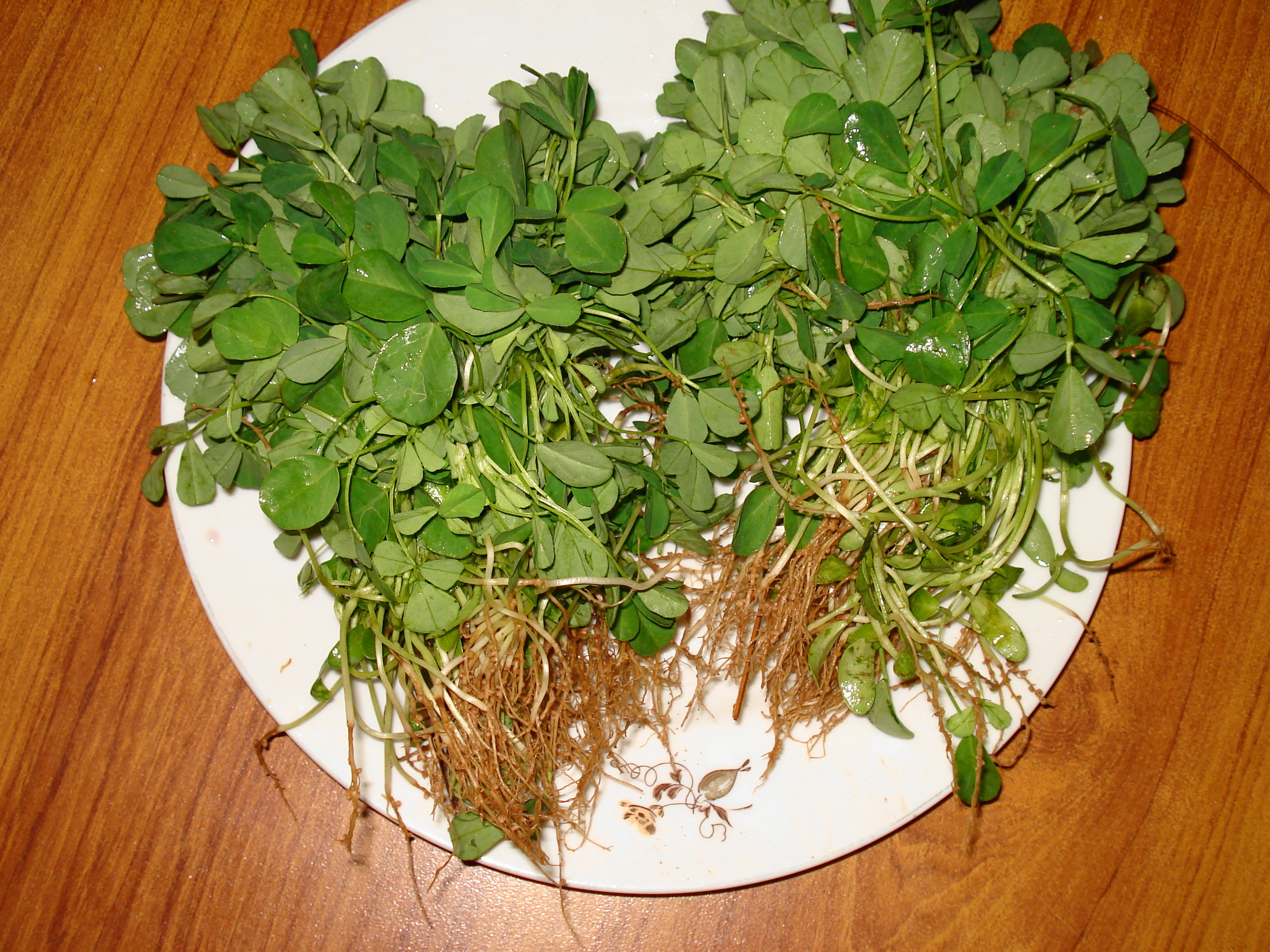
نبات الحلبة.
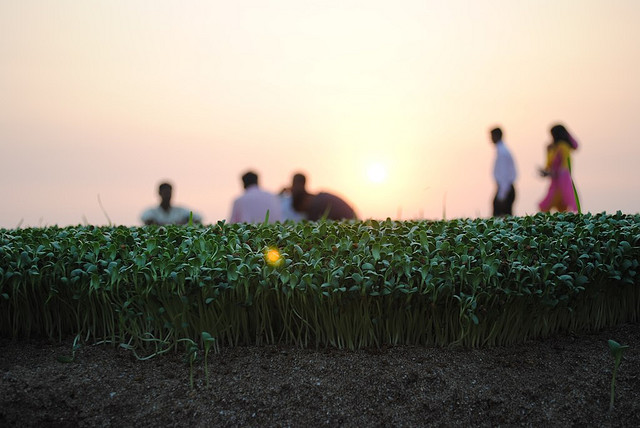
نبات الحلبة وهو قيد النمو.
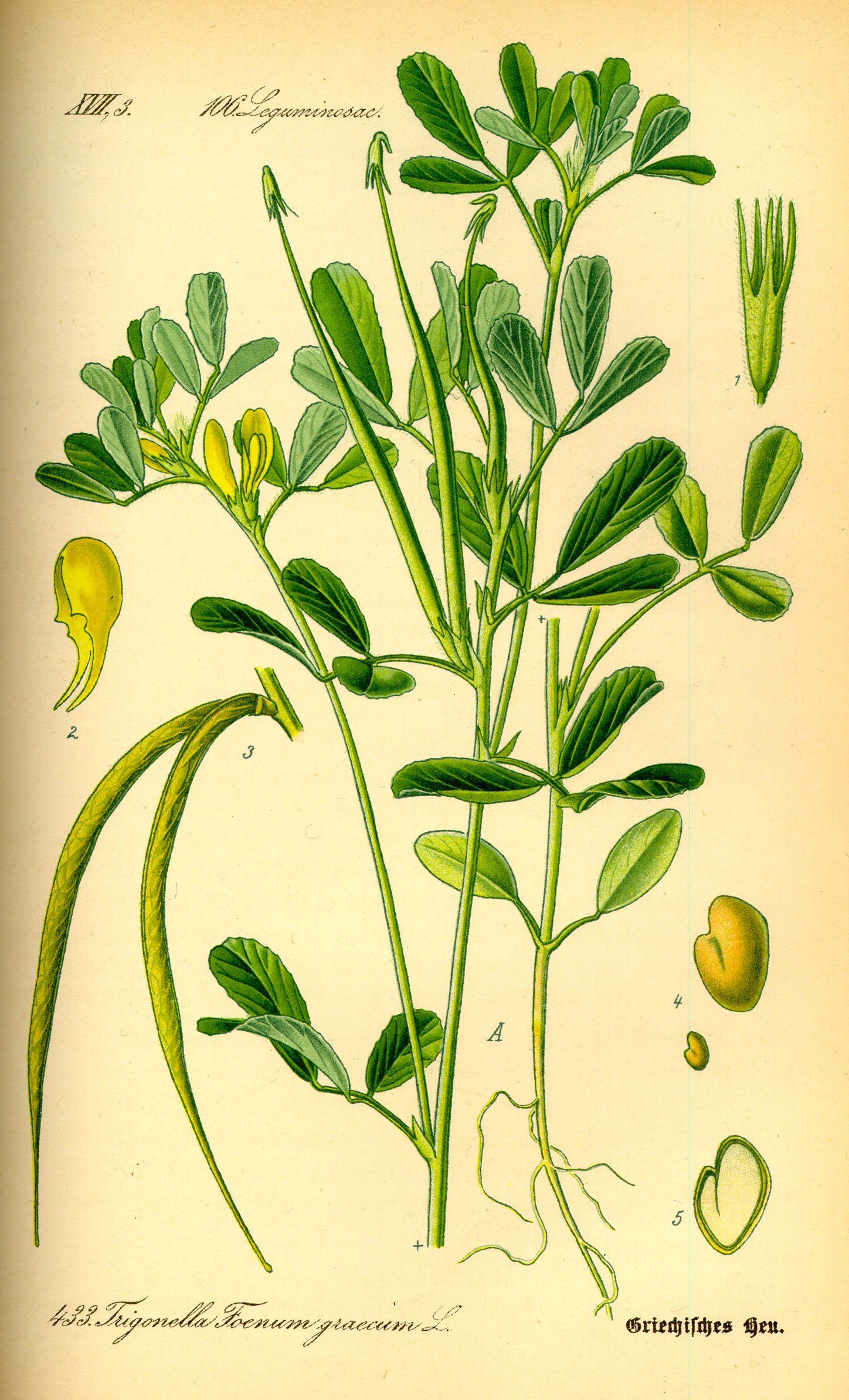
نبات الحلبة
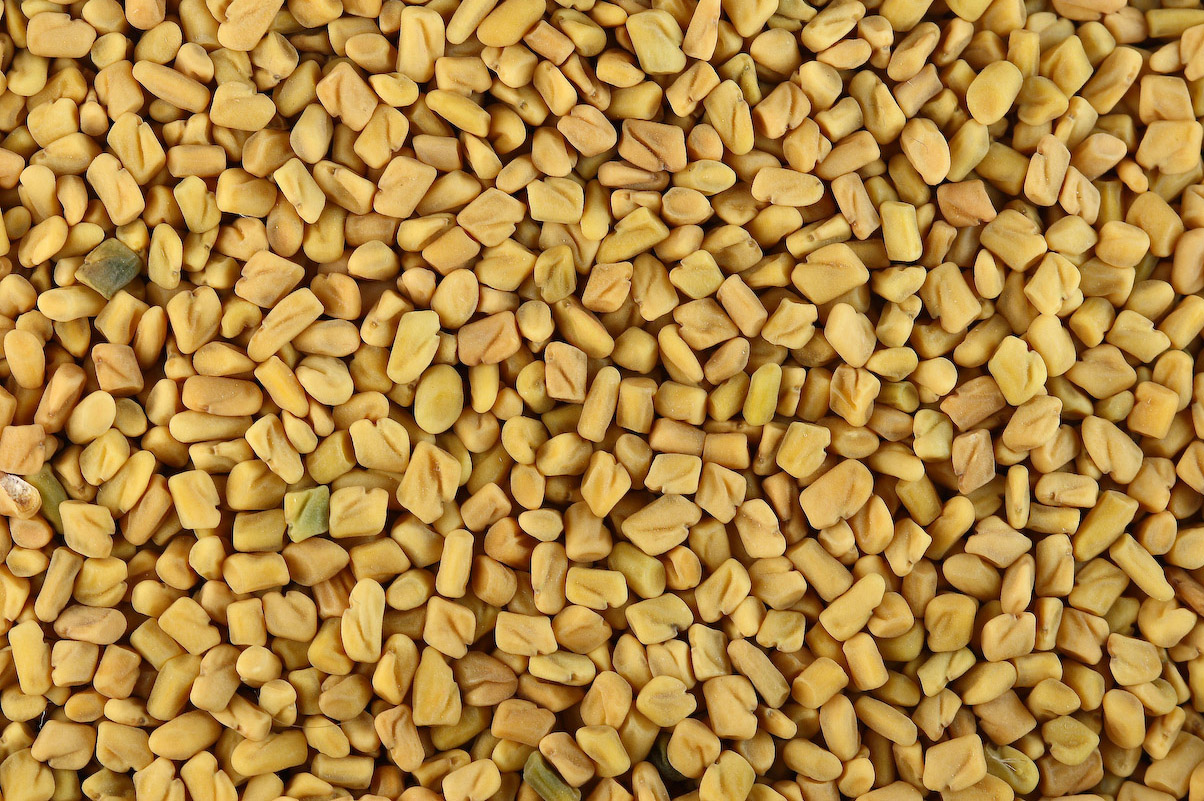
بذور الحلبة
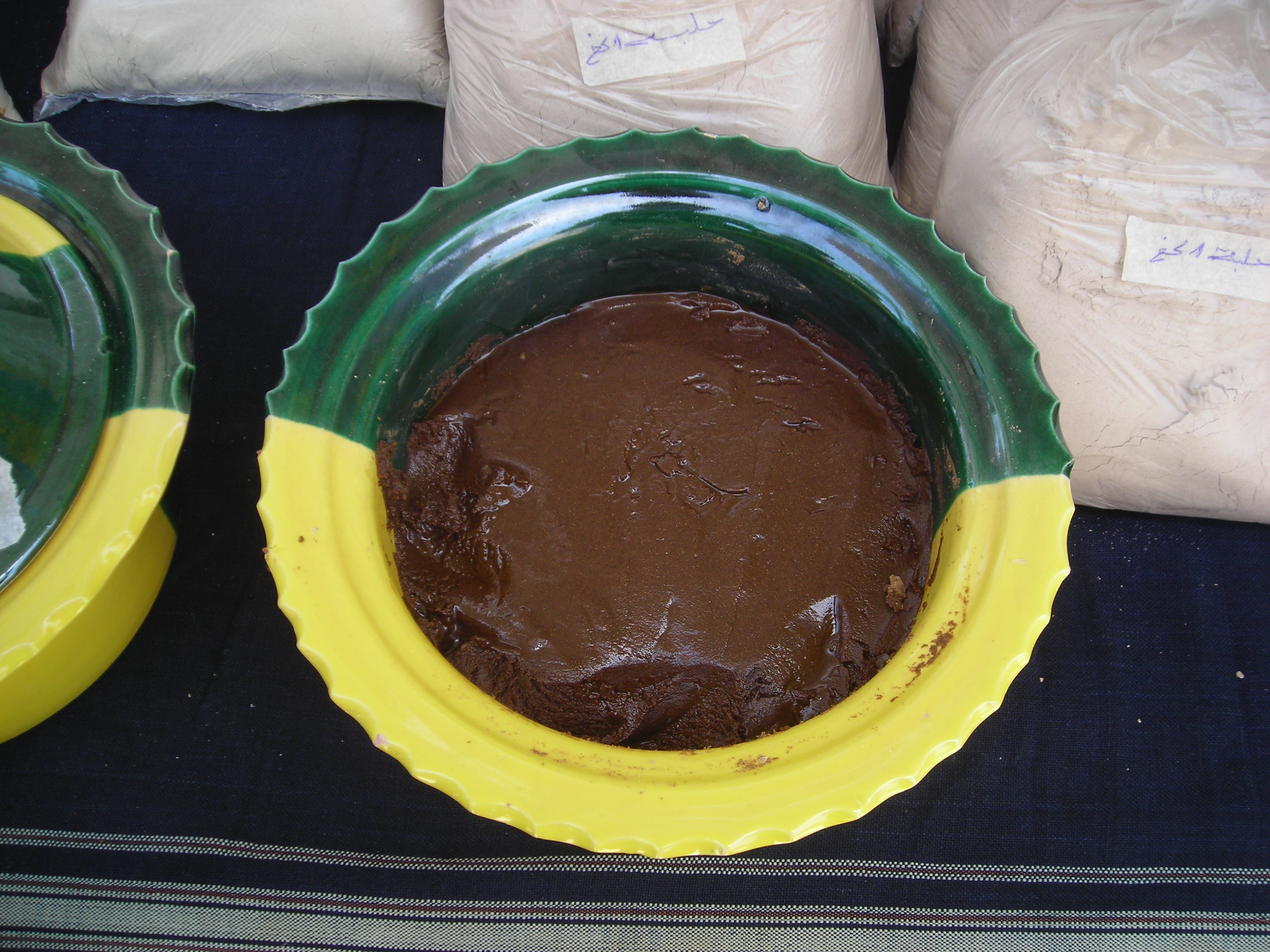
بسيسة حلبة